# Ulrich Weiß (Benediktiner)

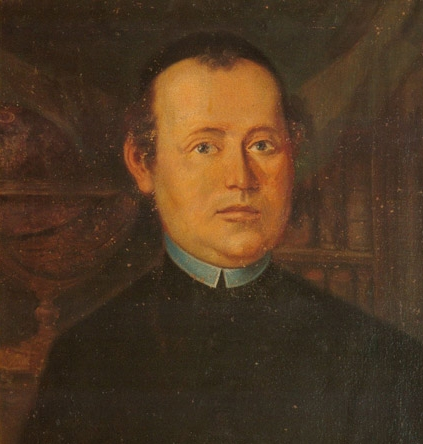
Ulrich Weiß

Ulrich Weiß (auch Weis oder Weiss; * 1. November 1713 in Augsburg; † 4. Juni 1763 im Kloster Irsee) war ein deutscher Benediktinerpater.

## Leben
Weiß besuchte das Gymnasium in Augsburg. 1728 trat er in die Reichsabtei Irsee ein. Er legte am 13. November 1729 seine Profess ab. Nach Studien in Irsee wurde er von 1735 bis 1737 an die Universität Salzburg geschickt. Dort absolvierte er theologische und rechtswissenschaftliche Studien. In seiner Salzburger Zeit wurde er am 21. November 1736 zum Priester geweiht.
Weiß kehrte 1738 an die Abtei Irsee zurück. Dort wurde er Professor der Philosophie und Mathematik. 1744 erhielt er von Anselm Desing einen Ruf zur Reform der Studien an die geplante Ritterakademie nach Prag. Er musste jedoch aufgrund der Kriegswirren 1745 bereits nach Irsee zurückkehren. Hier wurde er Professor der Philosophie und Studiendirektor. Des Weiteren unterrichtete er dort Mathematik. Er war außerdem zeitweise Pfarrer des Marktes Irsee.
Weiß schrieb diverse Musikstücke und war Mitglied mehrerer wissenschaftlicher Gesellschaften.

## Werke (Auswahl)
- Verior Prometheus, 1743 (unsicher).
- Liber de emendatione intellectus humani in duas partes digestus, veram operationum omnium intellectus theoriam, tum earundem directionum solide eo disserens, Kaufbeuren 1747.
- De emendatione intellectus, 1747.
- Epistola apologetica ad Em. Cardinalem Quirinium, Vindel 1750.
- Ad angelum Mariam cardinalem Quirinum epistola apologetica , 1750.